# Microsoft Flight Simulator (2020)
Microsoft Flight Simulator är en flygsimulator utvecklad av Asobo Studio för Microsoft Windows och Xbox Series X och S. Spelet gavs ut 2020 för PC. Det simulerar i stort sett hela världen med hjälp av Bing Maps. Med hjälp av teknik från Microsoft Azure har bland annat terräng, byggnader och vatten återskapas med hög precision.
Microsoft Flight Simulator visades på Electronic Entertainment Expo 2019 och är det första spelet i serien sedan Microsoft Flight Simulator X 2006. Det finns i tre olika versioner: standard, samt Deluxe- och Premium-versionerna, vilka ger tillgång till fler flygplan och flygplatser.
Användare av simulatorn kan flyga olika slags flygplan, från små privatflygplan till stora trafikflygplan. Det finns möjlighet att flyga på både dagtid och på natten, i bra väder och under utmanande väderförhållanden.

## Flygplan
| Flygplan                      | Tillverkare           | Standard | Deluxe | Premium Deluxe |
| ----------------------------- | --------------------- | -------- | ------ | -------------- |
| A320neo                       | Airbus                | Yes      | Yes    | Yes            |
| Pitts Special S2S             | Aviat                 | Yes      | Yes    | Yes            |
| 747-8                         | Boeing                | Yes      | Yes    | Yes            |
| XCub                          | CubCrafters           | Yes      | Yes    | Yes            |
| TMB 930                       | Daher                 | Yes      | Yes    | Yes            |
| DA62                          | Diamond Aircraft      | Yes      | Yes    | Yes            |
| DA40 NG                       | Diamond Aircraft      | Yes      | Yes    | Yes            |
| EXTRA 330LT                   | EXTRA                 | Yes      | Yes    | Yes            |
| Flight Design CTSL            | Flight Design         | Yes      | Yes    | Yes            |
| ICON A5                       | ICON Aircraft         | Yes      | Yes    | Yes            |
| VL-3                          | JMB Aircraft s.r.o    | Yes      | Yes    | Yes            |
| CAP 10                        | Robin Aircraft SAS    | Yes      | Yes    | Yes            |
| DR400-100 Cadet               | Robin Aircraft SAS    | Yes      | Yes    | Yes            |
| Beechcraft Bonanza G36        | Textron Aviation Inc. | Yes      | Yes    | Yes            |
| Beechcraft King Air 350i      | Textron Aviation Inc. | Yes      | Yes    | Yes            |
| Cessna 152                    | Textron Aviation Inc. | Yes      | Yes    | Yes            |
| Cessna 172 Skyhawk (G1000)    | Textron Aviation Inc. | Yes      | Yes    | Yes            |
| Cessna 208 B Grand Caravan EX | Textron Aviation Inc. | Yes      | Yes    | Yes            |
| Cessna Citation CJ4           | Textron Aviation Inc. | Yes      | Yes    | Yes            |
| Savage Cub                    | Zlin Aviation         | Yes      | Yes    | Yes            |
| DA40-TDI                      | Diamond Aircraft      | No       | Yes    | Yes            |
| DV20                          | Diamond Aircraft      | No       | Yes    | Yes            |
| Beechcraft Baron G58          | Textron Aviation Inc. | No       | Yes    | Yes            |
| Cessna 152 Aerobat            | Textron Aviation Inc. | No       | Yes    | Yes            |
| Cessna 172 Skyhawk            | Textron Aviation Inc. | No       | Yes    | Yes            |
| 787-10 Dreamliner             | Boeing                | No       | No     | Yes            |
| SR22                          | Cirrus Aircraft       | No       | No     | Yes            |
| Virus SW 121                  | Pipistrel             | No       | No     | Yes            |
| Cessna Citation Longitude     | Textron Aviation Inc. | No       | No     | Yes            |
| Shock Ultra                   | Zlin Aviation         | No       | No     | Yes            |
| TOTALT                        |                       | 20       | 25     | 30             |

## Flygplatser
Information om 40 flygplatser har bearbetats i detalj.
| Flygplatser                                              | ICAO | Standard | Deluxe | Premium Deluxe |
| -------------------------------------------------------- | ---- | -------- | ------ | -------------- |
| Aspen/Pitkin Country Airport (USA)                       | KASE | Yes      | Yes    | Yes            |
| Bugalaga Airstrip (CAMA) (Indonesien)                    | WX53 | Yes      | Yes    | Yes            |
| Changual Airport (Peru)                                  | SPGL | Yes      | Yes    | Yes            |
| Courchevel Altiport (Frankrike)                          | LFLJ | Yes      | Yes    | Yes            |
| Donegal Airport (Irland)                                 | EIDL | Yes      | Yes    | Yes            |
| Entebbes internationella flygplats (Uganda)              | HUEN | Yes      | Yes    | Yes            |
| Cristiano Ronaldos internationella flygplats (Portugal)  | LPMA | Yes      | Yes    | Yes            |
| Gibraltar International Airport (Gibraltar)              | LXGB | Yes      | Yes    | Yes            |
| Innsbrucks flygplats (Österrike)                         | LOWI | Yes      | Yes    | Yes            |
| Los Angeles International Airport (USA)                  | KLAX | Yes      | Yes    | Yes            |
| Tenzing-Hillary Airport (Nepal)                          | VNLK | Yes      | Yes    | Yes            |
| Nanwalek Airport (USA)                                   | KEB  | Yes      | Yes    | Yes            |
| John F. Kennedy International Airport (USA)              | KJFK | Yes      | Yes    | Yes            |
| Orlando International Airport (USA)                      | KMCO | Yes      | Yes    | Yes            |
| Paris-Charles de Gaulle flygplats (Frankrike)            | LFPG | Yes      | Yes    | Yes            |
| Paro International Airport (Bhutan)                      | VQPR | Yes      | Yes    | Yes            |
| Queenstown Airport (Nya Zeeland)                         | NZQN | Yes      | Yes    | Yes            |
| Mariscal Sucre International Airport (Ecuador)           | SEQM | Yes      | Yes    | Yes            |
| Rio de Janeiro-Galeãos internationella flygplats         | SBGL | Yes      | Yes    | Yes            |
| Juancho E. Yrausquin Airport (Karibiska Nederländerna)   | TNCS | Yes      | Yes    | Yes            |
| Gustaf III flygplats (Frankrike/Saint-Barthélemy)        | TFFJ | Yes      | Yes    | Yes            |
| Seattle–Tacoma International Airport (USA)               | KSEA | Yes      | Yes    | Yes            |
| Sedona Airport (USA)                                     | KSEZ | Yes      | Yes    | Yes            |
| Sirena Aerodrome (Costa Rica)                            | MRSN | Yes      | Yes    | Yes            |
| Stewart Airport (Kanada)                                 | CZST | Yes      | Yes    | Yes            |
| Sydney Airport (Australien)                              | YSSY | Yes      | Yes    | Yes            |
| Telluride Regional Airport (USA)                         | KTEX | Yes      | Yes    | Yes            |
| Tokyo-Hanedas internationella flygplats (Japan)          | RJTT | Yes      | Yes    | Yes            |
| Toncontín International Airport (Honduras)               | MHTG | Yes      | Yes    | Yes            |
| Billy Bishop Toronto City Airport (Kanada)               | CYTZ | Yes      | Yes    | Yes            |
| Amsterdam-Schiphols flygplats (Nederländerna)            | EHAM | No       | Yes    | Yes            |
| Kairos internationella flygplats (Egypten)               | HECA | No       | Yes    | Yes            |
| Kapstadens internationella flygplats (Sydafrika)         | FACT | No       | Yes    | Yes            |
| O'Hare International Airport (USA)                       | KORD | No       | Yes    | Yes            |
| Adolfo Suárez Madrid-Barajas flygplats (Spanien)         | LEMD | No       | Yes    | Yes            |
| Denver International Airport (USA)                       | KDEN | No       | No     | Yes            |
| Dubais internationella flygplats (Förenade Arabemiraten) | OMDB | No       | No     | Yes            |
| Frankfurt Mains flygplats (Tyskland)                     | EDDF | No       | No     | Yes            |
| London-Heathrow flygplats (Storbritannien)               | EGLL | No       | No     | Yes            |
| San Francisco International Airport (USA)                | KSFO | No       | No     | Yes            |
| Totalt                                                   |      | 30       | 35     | 40             |